# گمینا بالیگرود
گمینا بالیگرود (به لهستانی:  Gmina Baligród) یک گمینا در لهستان است که در شهرستان لسکو واقع شده‌است. گمینا بالیگرود ۱۵۸٫۱۲ کیلومتر مربع مساحت و ۳٬۱۷۶ نفر جمعیت دارد.